# Ann Miller

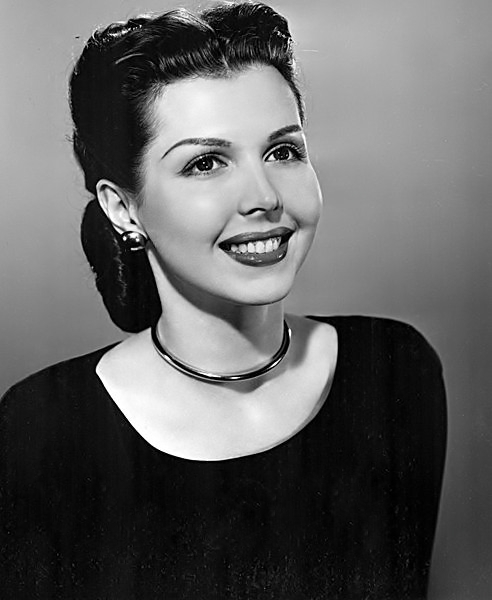
Ann Miller

Ann Miller (artiestennaam van Johnnie Lucille Ann Collier) (Houston, 12 april 1923 – Los Angeles, 22 januari 2004) was een Amerikaanse tapdanseres en filmster.
Ann Miller is bekend geworden door haar rollen in musicals van de jaren veertig en vijftig van de twintigste eeuw. De bekendste zijn Easter Parade (1948), waarin ze met Fred Astaire danst, On the Town (1949), tegenover Frank Sinatra en Gene Kelly, en Kiss Me Kate (1953).
In 1960 kreeg ze een ster op de Hollywood Walk of Fame. Ook een succes was de Broadway-musical Sugar Babies met Mickey Rooney, die drie jaar op Broadway liep (1979-1982), en later elders, waarvoor ze genomineerd werd voor een prijs.
Haar grootmoeder van moeders kant was Cherokee. Om haar eerste contract te krijgen vervalste ze haar geboortebewijs zodat ze vier jaar ouder leek, namelijk achttien. Haar eerste grotere rol was in You Can't Take It with You (1938). Haar filmcarrière eindigde in 1956, waarna ze nog werk voor tv en in het theater deed.
Ann Miller is driemaal gehuwd geweest. Alle huwelijken eindigden in een scheiding. Nadat ze, hoogzwanger, door haar echtgenoot van de trap geduwd was, brak zij niet alleen haar rug (dit was nog niet genezen bij Easter Parade), maar gaf zij ook voortijdig geboorte aan een dochter (haar enige kind), die enkele uren na de geboorte al overleed. Ann Miller ligt samen met haar dochter begraven op het Holy Cross Cemetery in Culver City, Californië.